# Opfer- und Traumaambulanz
Opfer- und Traumaambulanzen (OTA) sind Anlaufstellen in Deutschland, Österreich und der Schweiz für die Akutversorgung von Opfern traumatisierender Ereignisse, insbesondere Opfern von Gewalt- und Sexualstraftaten. Sie integrieren, in unterschiedlichem Maß die medizinische und psychotherapeutische Akutversorgung, Klärung forensischer Fragestellungen, Klärung psychosozialer Notlagen und eine Rechtsberatung. Diese Angebote wurden eingerichtet, um Opfern von Gewalt- und Sexualstraftaten monatelange Wartezeiten bei niedergelassenen Ärzten und Psychologen zu ersparen und damit eine Akutversorgung innerhalb von wenigen Tagen oder Stunden zu ermöglichen.

## Konzept
Über ambulante Krisenintervention mit einer Frequenz von maximal 10 bis 15 Sitzungen (Gesprächs- oder Behandlungseinheit) wird es Opfern traumatisierender Ereignisse ermöglicht, erste Hilfe in diesen Bereichen durch einen Ansprechpartner zu erhalten und einer Verschlechterung der psychosozialen Situation oder der Entwicklung einer psychischen Erkrankung im engeren Sinne entgegenzuwirken. Die fortbestehenden psychischen Probleme und Entwicklung einer psychischen Störung, die eine längerfristige ambulante, teilstationäre oder stationäre Behandlung notwendig machen, erfolgt mit entsprechender Überweisung in die ambulante vertragsärztliche bzw. psychotherapeutische Versorgung oder entsprechende teilstationäre oder stationäre Versorgung.
Da die Entaktualisierung von Traumafolgen ein zentraler Bestandteil der Behandlungs- und Begleitungsmaßnahmen ist, ist eine intensive Vernetzung der Opfer- und Traumaambulanz mit anderen in der Behandlung und Betreuung von traumatisierten Menschen involvierten Institutionen, erforderlich, so dass insgesamt durch ein Netzwerk Institutionen der Polizei, psychiatrische Ambulanzen, niedergelassene Vertragsärzte und Psychotherapeuten zusammengebracht werden, um neben einer Akutversorgung auch die ggf. notwendige weitere Versorgung traumatisierter Menschen sicherzustellen.
Vernetzung
Vernetzungen, insbesondere mit niedergelassenen Ärzten und mit Opferschutzbeauftragten der Polizei, dem Weißen Ring und weiteren sozialen Einrichtungen sind für die Arbeit der OTAs kennzeichnend.
Rechtsberatung
Neben der für die Patienten in der Regel kostenfreien psychotherapeutischen Soforthilfe bieten die OTAs eine kostenlose rechtliche Erstberatung durch Fachanwälte für Strafrecht und – soweit notwendig – im Einzelfall auch der begleitenden Sozialberatung.
Beispiele
Bis zum 31. Dezember 2015 wurden in der OTA KA mit einem regionalen Einzugsbereich 94 Therapien bzw. therapeutische Interventionen durchgeführt. Dabei betrug der Anteil der männlichen Opfer rund 22 %.
Eine weitere Aufgabe besteht in der Weitergabe von Informationen für Betroffene und Gefährdete, beispielsweise in Form von Ratgebern.

## Ablauf
Die Hilfestellung in den ersten Sitzungen ist gegliedert in Kontaktaufnahme, Klärung des Auftrags, Klärung diagnostischer Fragen, Strukturierung und Priorisierung der Anliegen der Betroffenen und – wenn möglich – erste therapeutische Interventionen, um die entsprechenden Menschen in ihrer Lebenssituation zu stabilisieren und ihre Reintegration in einen normalisierenden Alltag zu ermöglichen.
In ihrer Tätigkeit sind die OTAs in der Regel als unabhängige, anonyme, überparteiliche, für alle Kulturen offene und überkonfessionelle Einrichtungen tätig.
Für die Behandlung von Traumastörungen eignen sich ausgebildete bzw. besonders fachkundige Diplompsychologen und Sozialpädagogen. Die Supervision durch in diesem Bereich besonders erfahrene Psychiater ist wegen der mit dieser Arbeit verknüpften besonderen Belastung ratsam.

## Finanzierung
Probleme bereitet oft die Finanzierung der Einrichtungen, insbesondere der Kosten für Personal, Räumlichkeiten und Betrieb, wenn es nicht gelingt, für die Einrichtung eine Zulassung bei der kassenärztlichen  Vereinigung zu erreichen. Allerdings übernehmen Krankenkassen zunehmend die Kosten der Behandlung, da sich gezeigt hat, dass durch eine schnelle und unbürokratische Hilfe nicht nur Traumafolgeschäden vermieden, sondern auch Kosten eingespart werden können. Für die Kosten der Behandlung nach dem Opferentschädigungsgesetz (OEG) stehen staatliche Mittel zur Verfügung. Neben Zuschüssen der örtlichen und regionalen Behörden und Verwaltungen sind die OTAs auf die Finanzierung durch Spenden und Geldbußenzuweisungen von Gerichten und Staatsanwaltschaften angewiesen.